# Mníšek nad Popradom
Mníšek nad Popradom és un poble i municipi d'Eslovàquia. Es troba a la regió de Prešov, al nord del país.

## Història
La primera referència escrita de la vila data del 1323.

## Demografia
| Godina             | 1994 | 2004   | 2014   | 2024   |
| ------------------ | ---- | ------ | ------ | ------ |
| Nombre de persones | 664  | 682    | 647    | 592    |
| Diferència         |      | +2,71% | −5,13% | −8,50% |

| Godina             | 2023 | 2024   |
| ------------------ | ---- | ------ |
| Nombre de persones | 596  | 592    |
| Diferència         |      | −0,67% |